# Seventeen Forever
Seventeen Forever är den fjärde singeln från den amerikanska popgruppen Metro Stations självbetitlade debutalbum. Singeln utgavs 13 december 2008.